# Апельмон
Апельмон, також «головний синоптик України» (нар. 27 липня 2006 – 8 жовтня 2023) — кіт, зірка інтернету, вихованець і улюбленець родини синоптика Наталки Діденко.
Кіт Апельмон відомий завдяки українському метеорологу, телеведучій, блогеру Наталці Діденко, яка вела з Апельмоном щоденні прогнози погоди на телеканалі Еспресо, регулярно публікувала фотографії кота і коментарі щодо його поведінки на своїй сторінці в Фейсбуці, а також вела окрему фейсбук- та інстаграм-сторінку Апельмона.
За породою британський короткошерстий. Його тата звали Атос, а маму Ніколь Кідман. Ім'я Апельмона при народженні — Араміс. Шерсть Апельмона забарвлена в кремовий колір.
Ідею вести телевізійні та інтернет-ефіри разом із котом Наталці Діденко подав український журналіст, телеведучий Роман Скрипін.
Легендарний медійний кіт помер в 2023 році, того ж року у квартирі Наталки Діденко з'явилися двоє кошенят, Тетянка і Тарасик.

## Особливості поведінки
Жив у квартирі і гуляти на вулицю не виходив.
При падінні атмосферного тиску, коли йде дощ, Апельмон був дуже активний, ганяв по квартирі. При зростанні атмосферного тиску (антициклон), коли сонце, гарна погода — Апельмон лягав спати.

## Цікаві факти
У зв'язку з присудженням у 2022 спеціальної відзнаки Пулітцерівської премії для всіх українських журналістів Наталка Діденко припустила, що оскільки Апельмон належить до колективу каналу Еспресо, то він автоматично також лауреат цієї відзнаки, вперше в історії журналістики.